# Topola Katowa
Topola Katowa – kolonia w Polsce położona w województwie łódzkim, w powiecie łęczyckim, w gminie Łęczyca.
| SIMC    | Nazwa     | Rodzaj        |
| ------- | --------- | ------------- |
| 0570460 | Wincentów | część kolonii |

W latach 1975–1998 miejscowość administracyjnie należała do województwa płockiego.
6 września 1939 żołnierze Wehrmachtu zamordowali dwóch mieszkańców wsi, Władysława Graczyka i Zygmunta Zakrzewskiego.